# Almanacco

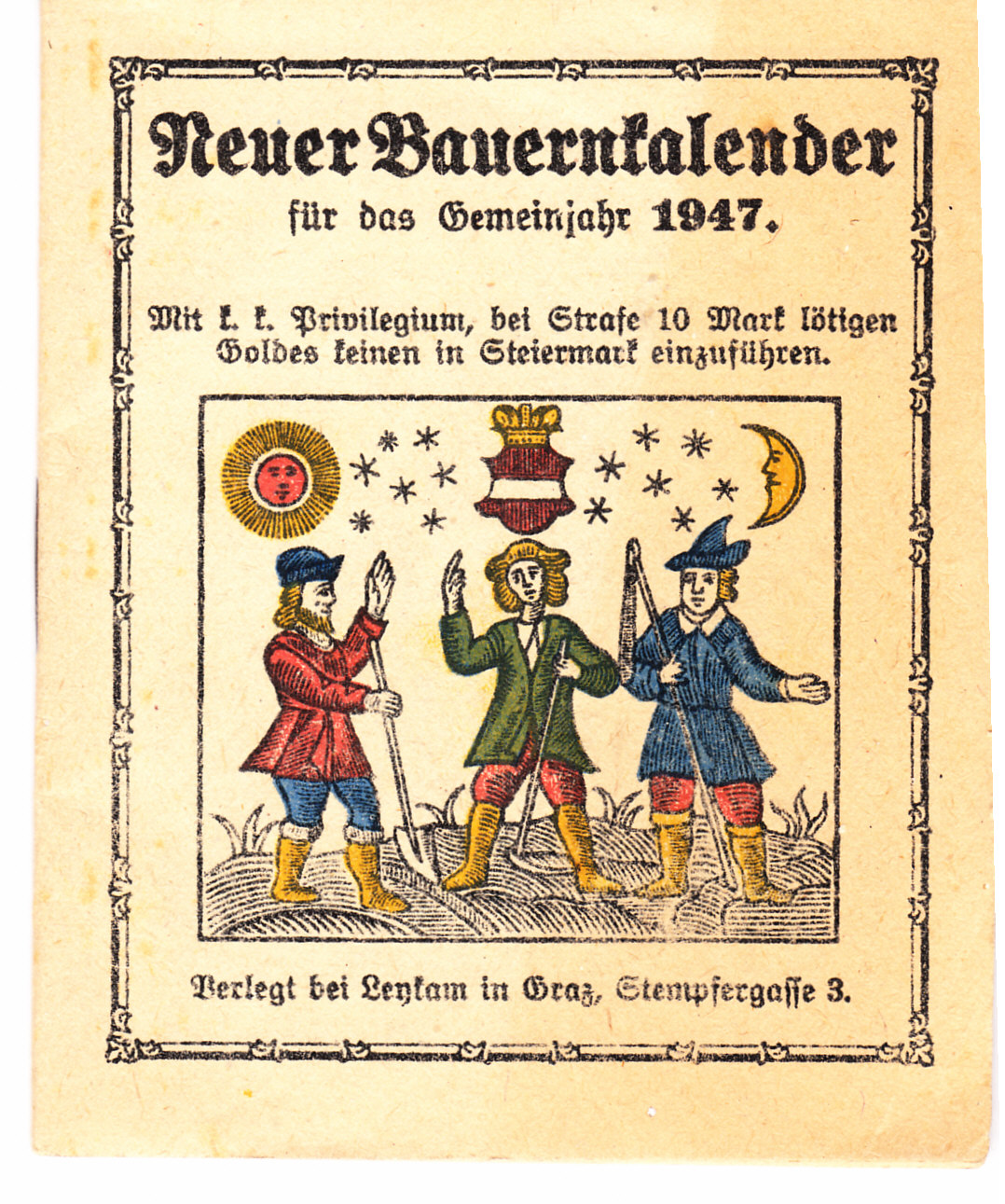
Frontespizio dell'almanacco Neuer Bauernkalender del 1947.

L'almanacco (dall'arabo al-manākh, "clima" oppure il luogo dove i cammelli sostavano per effettuare lo scarico e il carico di merci e di rifornimenti) è una pubblicazione annuale simile al calendario, ma con informazioni aggiuntive, come indicazioni astronomiche (le ore della levata e del tramonto del Sole e della Luna), geografiche, statistiche, oltre che astrologiche, agresti, e talora legate al sapere occulto del mondo contadino e della cultura popolare.
Può essere denominato anche lunario, per l'importanza attribuita al ritmo delle fasi lunari nella vita agricola.

## Storia
L'almanacco nacque nel Medioevo, ma sulla base di usanze e compilazioni ancora anteriori, come ad esempio i menologia rustica dell'antica Roma. I primi almanacchi di cui si ha traccia risalgono al 1088, e all'inizio erano formati da tavole astronomiche che permettevano di ottenere il giorno della settimana o convertire le date da un'era ad un'altra; in un secondo tempo divennero una pubblicazione periodica multisettoriale che forniva notizie e informazioni di vario genere.

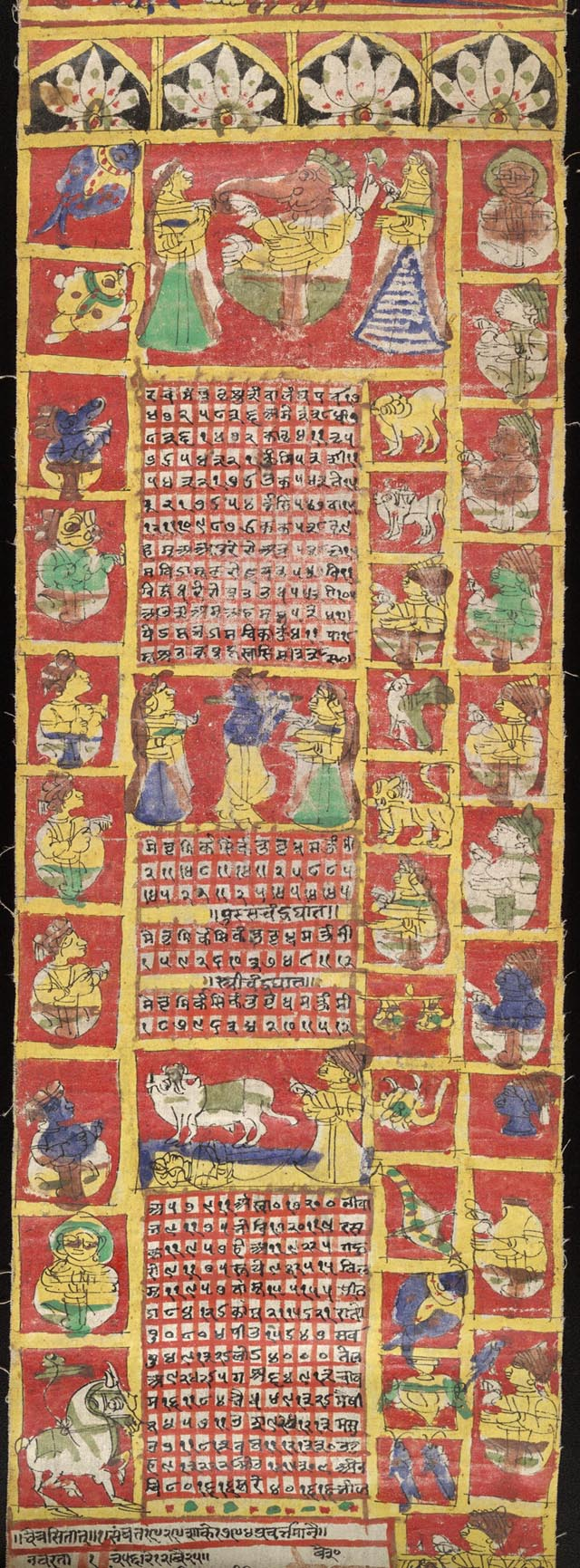
Pagina di un almanacco Hindu per l'anno 1871-72.

Davano notizie astronomiche utili agli agricoltori e naviganti, quali la posizione di stelle, pianeti e costellazioni visibili mese per mese, quindi l'alternarsi delle stagioni.
Altre notizie riguardavano le previsioni del tempo, accadimenti futuri, nascite, morti e matrimoni avvenuti nelle famiglie reali, i prezzi dei raccolti e del bestiame, le date e i luoghi delle fiere. Vi furono anche rudimentali nozioni di medicina, nonché i resoconti e i racconti di fatti accaduti nel mondo e redatti in versione popolare.
Nel XVI secolo l'avvento della stampa favorì l'ulteriore successo degli almanacchi, in quanto rappresentavano il principale (a volte l'unico) mezzo di diffusione culturale tra la popolazione contadina ed artigiana. Nel XVIII secolo gli almanacchi erano particolarmente in voga. La pubblicazione delle effemeridi si rivelò un affare economico che i sovrani di Francia e di Inghilterra, che ne detenevano il monopolio, concessero solo ad editori debitamente autorizzati. Alla successiva diffusione nei quartieri popolari e nelle campagne provvedevano i venditori ambulanti che spesso ne facevano lettura nelle piazze ad un pubblico di analfabeti.
Famoso è l'almanacco di Nostradamus, Centurie astrologiche, pubblicato nel 1550, ancor oggi consultato da astrologi e veggenti. Fra gli altri almanacchi più importanti sono: l'Almanacco di Gotha, pubblicato in Germania, che dal 1763 riporta gli alberi genealogici delle famiglie principesche e della nobiltà europea; l'Almanacco nautico pubblicato dal 1766 in Inghilterra per astronomi e naviganti; l'Almanacco delle Muse, molto noto in Francia ed in Germania, in cui si pubblicavano rassegne letterarie di poesia; l'Almanacco del povero Riccardo (1732), famosissimo negli Stati Uniti d'America, fondato e scritto per venticinque anni da Benjamin Franklin.
Al giorno d'oggi in Italia sono molto diffusi alcuni almanacchi fedeli alla tradizione popolare come il Barbanera di Foligno e lo Schieson Trevisan, entrambi di origine settecentesca, o quello religioso di Frate Indovino, che viene pubblicato dal 1945. In ambito televisivo andò in onda fino agli anni novanta l'Almanacco del giorno dopo, caratterizzato da una sigla dal sapore medievale, che entrò a far parte dell'immaginario collettivo.

## Contenuto
Tra le altre informazioni presenti, sono tradizionalmente riportate: le festività principali, notizie su fiere e mercati, novelle, curiosità storiche e geografiche, proverbi e passatempi.
Un'impostazione simile è seguita dagli almanacchi sportivi, annuari che raccolgono numeri e cronache dell'annata agonistica.

## Riferimenti letterari
Nelle Operette morali di Giacomo Leopardi si trova il Dialogo di un venditore di almanacchi e di un passeggere.

## L'almanacco nella Memoria del mondo UNESCO
Nel 2015 l'UNESCO ha indicato una collezione di almanacchi italiani, e precisamente una raccolta di 356 lunari ed almanacchi Barbanera conservata in Umbria, come simbolo dell'intera letteratura almanacchistica di ogni tempo e luogo. La collezione è stata inserita nel Memory of the world Register, a testimonianza del ruolo di alfabetizzazione e diffusione del sapere storicamente ricoperto dagli almanacchi popolari
.